# Пуповинная кровь
Пуповинная кровь — кровь, сохранившаяся в плаценте и пуповинной вене после рождения ребёнка. В пуповинной крови содержится некоторое количество стволовых клеток, которые потенциально могут быть собраны и использованы в лечении некоторых болезней у других людей.
В крови содержатся стволовые клетки, по большей части, гемопоэтические (предшественники клеток крови).

## Сбор крови
Сбор пуповинной крови производится только после отделения пуповины от новорождённого.
Процедуру сбора пуповинной крови осуществляет
акушерка или врач. Процесс занимает не более 10 минут, и в среднем
собирается около 80 мл пуповинной крови.
Гемопоэтические стволовые клетки используются для трансплантации в качестве альтернативы костному мозгу.
Проводятся исследования, о возможностях применения трансплантаций пуповинной крови при лечении более 70 различных заболеваний.
Как правило, количества клеток в одной
пуповинной крови, достаточно для проведения лечения ребёнку массой не более 50
кг и недостаточно для лечения взрослых.
Однако в настоящее время в практику внедряются
новые подходы, которые помогают избежать этого ограничения. Например, используют двойные (от нескольких доноров) и сочетанные трансплантации для решения проблем недостаточного исходного количества клеток в одном образце пуповинной крови.
При таких трансплантациях используют 2
образца пуповинной крови или сочетают трансплантацию образца пуповинной крови с
трансплантацией костного мозга (часто от того же донора). Это позволяет достичь
более высоких цифр выживаемости пациентов.
В регистре Eurocord зарегистрировано около
200 трансплантаций с использованием родственных стволовых клеток пуповинной
крови в комбинации с костным мозгом для лечения злокачественных и
доброкачественных заболеваний (по данным за 2010 год).
По сообщению журнала Pediatrics (1999) в США наблюдались попытки раннего пережатия пуповины ради увеличения дозы собранной
пуповинной крови, что может представлять опасность для ребёнка.
Однако среди клиницистов нет единого мнения относительно вреда раннего
пережатия пуповины. Есть мнение, что опасность от раннего пережатия пуповины
имеется только у недоношенных детей с дефицитом массы тела и/или имеющих
патологию.
В качестве потенциального источника стволовых клеток также рассматривается плацента.

## Хранение пуповинной крови
Хранение производится при криогенных температурах в банках пуповинной крови. Банки делятся на два типа: государственные (публичные) и частные (коммерческие). Сбор и хранение пуповинной крови для государственного банка производится бесплатно, единицы собранной крови используются при лечении любого нуждающегося человека. Частные банки проводят сбор и хранение за плату, предоставляя единицу крови близким родственникам ребёнка, либо (в крайне редких случаях) ему самому (Аутологическая трансплантация).
На сегодняшний момент в мире действует более 200 лицензированных частных банков пуповинной крови. Банки пуповинной крови существуют во многих развитых странах: США, Германии, Испании, Англии и многих других
В России существует несколько банков персонального хранения стволовых клеток пуповинной крови, но иностранный- пока только один. С 2014 года в России(Москва) и Казахстане начало действовать представительство Международного Future Health Biobank.

## Использование и применения
Вероятность того, что пуповинная кровь, собранная частным банком у ребёнка будет использована для него самого (Аутологическая трансплантация), очень низка и составляет от 1/1400 до 1/20000.
С 1999 года количество трансплантаций пуповинной крови выросло в мире в несколько раз. Востребованность образцов из персональных банков пуповинной крови в глобальном масштабе достигла 1/2000, став на два порядка больше вследствие расширения показаний к использованию — в основном, в сфере регенеративной медицины. Для российского банка стволовых клеток, Гемабанка, данный показатель составляет на текущий момент 1/1060. Для применения в терапии различных заболеваний Гемабанка было востребовано 30 сохраненных образцов пуповинной крови.
Применение собственных гемопоэтических клеток, сохраненных во время рождении, является одним из методов лечения при высокодозной химиотерапии.
Банки пуповинной крови существуют в мире не более 20 лет. Примеров этих трансплантаций не так много по той причине, что процент людей среди онкобольных в возрастной группе до 20 лет — не более 1 %, а в возрастной группе после 20 лет — 99 %.
Показания для проведения аутологичной трансплантации стволовых клеток
пуповинной крови у детей со злокачественными опухолями:
- Злокачественные заболевания системы крови
- Острый нелимфобластный лейкоз (в 1-й и последующих ремиссиях)
- Острый лимфобластный лейкоз (в 1-й ремиссии при высоком риске, во 2-й и последующих ремиссиях при стандартном риске)
- Болезнь (лимфома) Ходжкина (резистентные формы, состояние после рецидива)
- Неходжкинские лимфомы (резистентные формы)
- Солидные опухоли
- Нейробластома
- Опухоли головного мозга
- Остеогенная саркома
- Саркома Юинга
- Рабдомиосаркома
- Некоторые другие опухоли

Ежедневно увеличивается объём научных данных, подтверждающих возможность трансплантации аутологичных (собственных) стволовых клеток.
Проводятся клинические исследования по оценке потенциальной терапии заболевания сердца, печени и диабета
В рамках текущих доклинических исследований (на животных) также изучались возможные применения стволовых клеток пуповинной крови по тем же показаниям, а также для лечения инсульта, болезни Паркинсона, повреждений спинного мозга, бокового амиотрофического склероза и мышечной дистрофии.

В последние годы появляются сообщения о проводимых клинических исследованиях, в которых изучается эффективность использования клеток пуповинной крови при генгематологических заболеваниях.
В России исследовательская группа под руководством академика Смирнова и академика Пальцева провела ряд клинических исследований и опубликовала результаты лечения заболеваний нервной системы: травмы головного мозга, ДЦП, болезни Альцгеймера, шизофрении.
В мире зарегистрировано несколько клинических исследований первой и второй фазы: по исследованию безопасности и предварительной оценки эффективности при использовании СКПК при ДЦП, сахарном диабете
, аутизме, приобретенной глухоте и др. заболеваний.
Целый ряд исследований посвящён изучению безопасности применения СКПК у младенцев с детским церебральным параличом или диабетом 1 типа с использованием аутологичного трансплантата пуповинной крови.

### Диабет 1 типа
Проводятся клинические исследования 1 и 2 фазы (NCT00305344) влияния аутологического переливания с.к.п.к. на развитие диабета 1 типа у детей (15 человек). По предварительным результатам 2008 года, у некоторых пациентов получено небольшое замедление развития болезни, но авторы предупреждают о том, что данных недостаточно для того чтобы делать выводы об эффективности.
Заявления о возможности использования стволовых клеток пуповинной крови для лечения диабета подвергаются критике со стороны специалистов

### Сердечно-сосудистые болезни
С 2006 года Национальный институт сердечно-сосудистой хирурги имени Н. М. Амосова НАМН Украины, Институт клеточной терапии и ИПАГ реализуют программу «Разработка технологии клеточной кардиомиопластики с использованием стволовых клеток человека». Совместно с кардиохирургами разработана методика введения стволовых клеток, полученных из пуповинной крови, при оперативном лечении порока сердца у ребёнка.
C 2009 года на Украине реализовывается совместная программа Научно-практического медицинского центра детской кардиологии и кардиохирургии МЗУ, Семейного банка пуповинной крови «Гемафонд», Киевских городских родильных домов № 5 и № 7 по применению пуповинной крови при оперативных вмешательства на сердце. Программа работает при поддержке Киевской городской государственной администрации и оказывает помощь новорождённым детям с внутриутробно диагностированными пороками сердечно-сосудистой системы. Методика, используемая при лечении детей, впервые разработана и внедрена украинскими кардиохирургами. Хирургические операции проводились в первые часы жизни ребёнка.
Проводятся доклинические исследования на животных в регенеративной медицине.

### Детский церебральный паралич
Южнокорейский медицинский центр CHA Bundang уже в течение нескольких лет проводит терапию ДЦП аутологичными (собственными) клетками пуповинной крови.
В 2013 году в журнале Stem Cells специалисты данного центра опубликовали статью относительно безопасности и эффективности использования пуповинной крови для лечения детей с церебральным параличом.

## Поддержка
Представители коммерческих (семейных) банков пуповинной крови сообщают, что имеются научные доказательства, свидетельствующие что трансплантатов стволовых клеток из генетически родственных источников приводит к более оптимистичным показателям выживаемости (63 %), чем трансплантаты от неродственных донора (29 %), и связаны с менее частой и выраженной реакцией «трансплантат против хозяина» (1995—1997 г).
По сравнению с публичными банками, частные банки обеспечивает более быстрый доступ к образцу (при его наличии) для родственных пациентов, что приводит к достоверному повышению показателей выживаемости по сравнению со стволовыми клетками из неродственного источника (1997 г.).

## Критика
Деятельность частных банков пуповинной крови вызывает много вопросов со стороны государств и некоммерческих организаций.
В марте 2004 года европейская объединённая группа по этике выпустила заявление No.19 под названием Ethical Aspects of Umbilical Cord Blood Banking (Этические аспекты сбора пуповинной крови).

Легитимность коммерческих банков пуповинной крови для аутологичного использования под вопросом, так как они продают услугу, для которой на настоящее время не имеется реальных терапевтических вариантов использования. Таким образом, они обещают больше, чем могут обеспечить. Активность таких банков вызывает серьёзную критику по части этичности.

«[t]he legitimacy of commercial cord blood banks for autologous use should be questioned as they sell a service, which has presently, no real use regarding therapeutic options. Thus they promise more than they can deliver. The activities of such banks raise serious ethical criticisms.» 
Исследования подтверждают, что применение генетически родственных стволовых клеток имеет наиболее перспективные результаты. Использование
трансплантатов стволовых клеток из генетически родственных источников приводит
к более оптимистичным показателям выживаемости (63 %), чем трансплантаты от неродственного
донора (29 %), и связаны с менее частой и выраженной реакцией «трансплантат против хозяина» (1995, 1997).
Наличие семейного (приватного) банка пуповинной крови обеспечивает быстрый
доступ к генетически родственному образцу для определённого ребёнка и близких
родственников, если это требуется для трансплантации, что, в целом, приводит к
достоверному повышению показателей выживаемости по сравнению со стволовыми
клетками из неродственного источника.
Согласно заявлению от мая 2006 организации «The World Marrow Donor Association» (WMDA):
- Использование собственных стволовых клеток пуповинной крови (Аутотрансплантация) для лечения детской лейкемии нецелесообразно, так как предлейкемические клетки присутствуют от рождения. Аутотрансплантат стволовых клеток пуповинной крови имеет те же генетические дефекты, что и у больного и не должен использоваться при лечении генетических заболеваний.

Хотя трансплантация ПК не является стандартным методом лечения лейкемии, проводились исследования (2000 г), показавшие успешность лечения лейкемии аутологичными трансплантатами. Одно исследование показало, что 67 % пациентов, прошедших аутологичную трансплантацию, не испытывали рецидивов заболевания по истечении пяти лет, по сравнению с < 43 % пациентов, которые получили стандартное лечение.
В то же время использование аутологичных клеток пуповинной крови при лечении детской лейкемии противопоказано, поскольку предшественники раковых клеток уже присутствовали в крови на момент рождения, и они несли те же самые генетические дефекты.
- В настоящее время не существует протоколов, позволяющих использовать собственные стволовые клетки пуповинной крови в терапии

Исследователи выявили, что пуповинная кровь, которую используют в более
поздний период жизни, не поражена злокачественными заболеваниями и является
предпочтительным вариантом лечения заболеваний, например, апластическая анемия
и генетически неродственный рак. 
- В случае если протоколы подобной терапии будут разработаны в будущем, они будут зависеть от легкодоступных стволовых клеток.